# Sweet Lullaby
Sweet Lullaby è una canzone del gruppo francese di world music/etno-elettronica Deep Forest che comparve originariamente nell'album Deep Forest. La canzone raggiunse la popolarità nel 1992 e nel 1993 quando venne pubblicata come un singolo, raggiungendo le prime trenta posizioni in molti paesi europei e dell'Oceania. Nel 1994 ne è stata distribuita una versione remixata.
Nel 1999 Mauro Picotto, un produttore italiano di musica trance, inserì il coro tribale di questa canzone in un suo brano ormai prossimo alla pubblicazione (annunciato come Komodo Dragon) ma non ottenne il permesso dai Deep Forest per l'utilizzo. Fu così obbligato ad optare per una soluzione di ripiego e quindi, in uno studio di registrazione a Londra, ricreò un coro cantato in lingua inglese (Save A Soul) sulle note del coro originale ma con un testo completamente diverso. Per questo nuovo coro il DJ ottenne l'autorizzazione all'utilizzo dai Deep Forest e insieme ad essi lo depositò in SIAE con il titolo Save A Soul. Nel mese di Luglio del 2000 uscì quindi il disco Komodo [Save A Soul].
La prima versione di Komodo non autorizzata e mai pubblicata, fu ricreata nel 2024 ad opera di Giovanni Erata e pubblicata soltanto su YouTube, ottenendo per questo l'autorizzazione di ZYX Music e dei Deep Forest. Tale versione, supportata dal sito web dedicato Komodo Dragon, è conosciuta come Mauro Picotto - Komodo [Rorogwela] (Giovanni Erata Special Reconstruction), per la quale è stato creato anche un videoclip.

## Descrizione
La canzone è basata sulla ninna nanna tradizionale Baegu delle Isole Salomone chiamata Rorogwela, e usata come sample. Originariamente registrata dall'etnomusicologo Hugo Zemp nel 1970 e poi pubblicata dall'UNESCO come parte delle loro Musical Sources collection. Il testo racconta di un giovane orfano che viene confortato dal suo fratello maggiore per la perdita dei genitori.

## Video musicale
Il video musicale, diretto da Tarsem Singh, venne anche nominato per molti premi al MTV Video Music Awards del 1994. MTV Video Music Awards. Il video consiste in una bambina col triciclo davanti a scene iconiche di tutto il mondo.

## Risultati nelle classifiche
Sweet Lullaby è stato un successo per i Deep Forest (era il loro singolo di debutto). Raggiunse, infatti, la terza posizione in Norvegia, la settima nell'australiana ARIA Charts, la decima nella classifica inglese, la settantottesima negli USA e la Top 20 in Francia e Svizzera.

## Versioni
| CD singolo 1. "Sweet Lullaby" (original mix) 2. "Sweet Lullaby" (ambient mix) CD maxi 1. "Sweet Lullaby" (original mix) – 3:55 2. "Sweet Lullaby" (remix) – 6:08 3. "Sweet Lullaby" (nature's dancing mix) – 6:01 4. "Sweet Lullaby" (natural trance mix) – 6:32 5. "Sweet Lullaby" (ambient mix) – 3:47 12" maxi 1. "Sweet Lullaby" (nature's dancing mix) – 5:58 2. "Sweet Lullaby" (remix) – 6:10 3. "Sweet Lullaby" (natural trance mix) – 6:32 4. "Sweet Lullaby" (ambient mix) – 3:46 | Singolo da 7" 1. "Sweet Lullaby" – 3:54 2. "Forest Hymn" (edit) – 3:49 CD singolo promozionale 1. "Sweet Lullaby" (first single original mix) – 3:55 2. "Deep Forest" – 5:34 3. "Desert Walk" – 5:15 CD da 12" maxi - Remix 1. "Sweet Lullaby" (round the world mix) – 6:58 2. "Sweet Lullaby" (DJ EFX's tribal as a mofo mix) – 4:40 3. "Sweet Lullaby" (the riot mix) – 6:51 4. "Sweet Lullaby" (digit's wet dream mix) – 4:25 5. "Sweet Lullaby" (Q-bass mix) – 5:57 6. "Sweet Lullaby" (the downstream mix) – 5:57 7. "Sweet Lullaby" (bonus a la EFX) – 3:08 |